# Ђераче
Ђераче (итал. Gerace) је насеље у Италији у округу Ређо ди Калабрија, региону Калабрија.
Према процени из 2011. у насељу је живело 1043 становника. Насеље се налази на надморској висини од 413 м.

## Становништво
| 1951. | 1961. | 1971. | 1981. | 1991. | 2001. | 2011. |
| ----- | ----- | ----- | ----- | ----- | ----- | ----- |
| 5.164 | 4.270 | 3.404 | 3.069 | 3.065 | 2.973 | 2.772 |